# Норвегия на летних Олимпийских играх 1924
Норвегия принимала участие в Летних Олимпийских играх 1924 года в Париже (Франция) в пятый раз за свою историю, и завоевала три золотые, пять серебряных и одну бронзовую медали. Сборная страны состояла из 67 спортсменов (65 мужчин, 2 женщины).

## Медалисты
| Медаль  | Спортсмен                                                                     | Вид спорта      | Дисциплина                                                       |
| ------- | ----------------------------------------------------------------------------- | --------------- | ---------------------------------------------------------------- |
| Золото  | Отто фон Порат                                                                | Бокс            | Мужчины, свыше 79,4 кг                                           |
| Золото  | Эуген Лунде Кристофер Дахль Андерс Лундгрен                                   | Парусный спорт  | Класс «6 м»                                                      |
| Золото  | Рик Бокелие Харалд Хаген Ингар Ниельсен Карл Рингвольд Карл Рингвольд-младший | Парусный спорт  | Класс «8 м»                                                      |
| Золото  | Либерг Эйнар Оле Лилло-Ольсен Харалд Натвиг Отто Олсен                        | Стрельба        | Мужчины, одиночные выстрелы по «бегущему оленю» (команды), 100 м |
| Золото  | Оле Лилло-Ольсен                                                              | Стрельба        | Мужчины, двойные выстрелы по «бегущему оленю», 100 м             |
| Серебро | Хенрик Роберт                                                                 | Парусный спорт  | Французский национальный монотип                                 |
| Серебро | Либерг Эйнар Оле Лилло-Ольсен Харалд Натвиг Отто Олсен                        | Стрельба        | Мужчины, двойные выстрелы по «бегущему оленю» (команды), 100 м   |
| Бронза  | Сверре Хансен                                                                 | Лёгкая атлетика | Мужчины, прыжки в длину                                          |
| Бронза  | Сверре Сёрсдал                                                                | Бокс            | Мужчины, до 79,4 кг                                              |
| Бронза  | Отто Олсен                                                                    | Стрельба        | Мужчины, одиночные выстрелы по «бегущему оленю», 100 м           |